# Dva muži na druhou
Dva muži na druhou je název českého společného vydání dvou fantastických strašidelných novel, kterými jsou Podivný případ Dr. Jekylla a pana Hyda (1886, Strange Case of Dr. Jekyll and Mr. Hyde)  od skotského pozdně romantického spisovatele Roberta Louise Stevensona (1850–1894) a Mistr Blecha (1822, Meister Floh) od německého romantického spisovatele Ernsta Theodora Wilhelma Hoffmanna (1776–1822).
Knihu vydalo roku 1968 Státní nakladatelství dětské knihy jako 42. svazek své edice Karavana v překladu Jarmily Fastrové (Podivný případ Dr. Jekylla a pana Hyda) a Jaroslava Bílého (Mistr Blecha) a s ilustracemi Eduarda Hájka.
Obě dvě novely řeší rozporný vztah mezi dobrem a zlem a svár dobrých a špatných vlastností v lidské povaze. Stevenson na pozadí děsivého příběhu zobrazuje rozpolcenost lidské osobnosti, Hoffmann ve své satirické pohádce vypráví o muži, který ztratil schopnost vidět rozdíl mezi skutečností a fantazií.